# Helius (Helius) numenius
Helius (Helius) numenius is een tweevleugelige uit de familie steltmuggen (Limoniidae). De soort komt voor in het Oriëntaals gebied.